# Антті Матіккала
Антті Самулі Матіккала (фін. Antti Samuli Matikkala; 13 листопада 1979, Оулу — 14 січня 2019, Гельсінкі) — фінський історик, геральдист і фалерист. Здобув ступінь доктора філософії в Кембриджському університеті, був президентом Фінського геральдичного товариства, членом Міжнародної академії геральдики та Королівського історичного товариства (англ. Royal Historical Society), членом правління Скандинавського геральдичного товариства.

## Життєпис
Народився 13 листопада 1979 року в Оулу, на півночі Фінляндії. За часів, коли його батько, підприємець Вейкко Матіккала (фін. Veikko Matikkala) був депутатом парламенту, він добре познайомився з Гельсінкі. Після закінчення школи вступив до Гельсінського університету, де вивчав історію. У 22 роки очолив Фінське геральдичне товариство.
Ще в юному віці зацікавився орденами та нагородами і під час навчання у Кембриджському університеті здобув ступінь доктора, захистивши дисертацію «Орден Підв'язки, Орден Чертополоху та Орден Лазні і формування британської системи відзнак (1660—1760)». За монографію (2008) Матіккала отримав міжнародну премію, названу на честь Вальбурги Габсбурґ Дуглас (нім. Walburga Habsburg Douglas).
Під час перебування у Великій Британії був головою (2005—2006) Геральдичного та генеалогічного товариства Кембриджського університету (CUHAGS) та учасником підкомітету, який допомагав Товариству розробляти власний герб. Як великий шанувальник чітких та лаконічних геральдичних зразків власної країни, він підтримував класичний принцип: один колір і один метал у кожному гербі. Хоча цей підхід не було прийнято при створенні герба CUHAGS, його власний герб, розроблений ним особисто — є блискучим прикладом цього принципу..
Мав статус вільного громадянина Лондона (англ. Freeman of the City of London) та члена Королівського історичного товариства, у 2005 р. став членом Гільдії писарів (англ. Worshipful Company of Scriveners), а також Товариства екслібрисів і Товариства антикварів.
Він жваво цікавився геральдикою та військовою історією, був членом Геральдичної колегії, очолював Фінське геральдичне товариство. 2016 року був обраний дійсним членом Міжнародної академії геральдики. Також входив до багатьох професійних організацій по всій Європі: Геральдичного товариства Великої Британії, Геральдичного товариства Шотландії, Фінського нумізматичного товариства, Бельгійського товариства дослідження орденів, медалей і нагород, а також Скандинавського геральдичного товариства.
Раптово помер у Гельсінкі 14 січня 2019 року у 39 років.

## Наукова діяльність
Повернувшись до Фінляндії, Матіккала продовжив свої дослідження, спочатку як науковий співробітник Гельсінського університету. У 2009—2012 роках був стипендіатом Гельсінського колегіуму передових досліджень. Брав участь в організації міжнародних симпозіумів у Стокгольмі (2009) та Гельсінкі (2011) та був одним із редакторів збірника Perspectives on the Honours Systems, що побачив світ в результаті цих подій..
Державні системи нагороджень, а особливо ордени, залишалися головною темою його зацікавлень і надалі. Оскільки історію Ордена Хреста Свободи вже було опубліковано раніше, Матіккала сфокусувався на історії Орденів Білої Троянди Фінляндії та Лева Фінляндії, що були головним інструментом, через який очільник держави вшановував видатних громадян і іноземних гостей у мирний час. Цю авторитетну працю опублікували 2017 року, і того ж року вийшло його докладне дослідження про вищі фінські нагороди, які вручалися іноземцям під час Другої світової війни («Kunnian ruletti»).

Особовий герб Антті Матіккала, художник — Даніель де Брейн

Матіккала мав намір розширити своє дослідження, охопивши всю державну систему нагород Фінляндії. Однак його останньою працею стало кураторство виставки до 100-річчя фінських орденів, яка проходила в Національному архіві в Гельсінки.

## Герб
Щит: у синьому полі вертикальна срібна балка, стилізована під кам'яний мур, в оточенні шести срібних безантів (по три з кожного боку). У нашоломнику синя пара крил, обтяжена трьома срібними хрестами святого Георгія (один над двома). Герб прийнято у 1998 р., художник — Даніель де Брейн (2000 р.).

## Сім'я
Антті Матіккала був одружений, його дружина Міра захистила докторську дисертацію в Кембриджі на тему: «Антиімперіалізм, англійськість і імперія в пізньовікторіанській Британії» (2007). Подружжя мало двох дітей — Лауру й Еліаса.

## Науковий доробок
Статті
- Stephanie Trigg. Shame and Honor: A Vulgar History of the Order of the Garter, January 2012, Renaissance Quarterly, 65(4):1318-1319, DOI:10.1086/669442

- Samuel Clark, Distributing Status: The Evolution of State Honours in Western Europe, April 2017, European History Quarterly, 47(2):332-333, DOI:10.1177/0265691417695979f

Монографії
- Лицарські ордени та формування британської системи почестей, 1660—1760 рр. Видавництво Бойделл, Вудбрідж, 2008. ISBN 978-1-84383-423-6.
- Suomen Valkoisen Ruusun ja Suomen Leijonan ritarikunnat. Едіта, Гельсінкі, 2017. ISBN 978-951-37-7005-1.
- Kunnian ruletti: korkeimmat ulkomaalaisille 1941—1944 annetut suomalaiset öhnemerkit (The Roulette of Honour — the Highest Finnish Orders to Foreigners 1941—1944). Фінське літературне товариство, Гельсінкі, 2017. ISBN 978-952-222-847-5.
- «Створення „середньовічного минулого“ для шведських лицарських орденів» у книзі Кеті Стівенсон та Барбари Гріблінг (ред.) Лицарство та середньовічне минуле. Видавництво Бойделл, Вудбрідж, 2016. ISBN 978-1-84383-923-1.

Як редактор і співавтор
- З Вільгельмом Бруммером : Henkelyi- ja sukuvaakunat Suomse. ISBN 978-952-222-283-1. Фінське літературне товариство, Гельсінкі, 2011.
- З Томом С. Бергротом і Вільгельмом Бруммером : Kahden Presidenttikauden omni: Mauno Koiviston omnimerkit — Честь двох президентських термінів: ордени та знаки розрізнення Мауно Койвісто. ISBN 978-951-53-3707-8. Suomen Valkoisen Ruusun ja Suomen Leijonan ritarikunnat (Біла троянда Фінляндії та орден Лева Фінляндії), Гельсінкі 2011.
- Зі Стаффаном Розеном : Перспективи щодо систем почестей: матеріали симпозіумів «Шведські та російські ордени 1700—2000» та «Честь дипломатії». Королівська шведська академія історії та старожитностей, Стокгольм, 2015.